# Lijst van burgemeesters van Westland
Dit is een lijst van burgemeesters van de Nederlandse gemeente Westland in de provincie Zuid-Holland.
De gemeente Westland is op 1 januari 2004 gevormd uit de verscheidene gemeentes in het glastuinbouwgebied Westland.
| Ambtsperiode                         | Naam burgemeester | Partij of stroming | Bijzonderheden |
| ------------------------------------ | ----------------- | ------------------ | -------------- |
| 1 januari 2004 - 1 september 2004    | Rein Welschen     | PvdA               | Waarnemend     |
| 2 september 2004 - 30 september 2017 | Sjaak van der Tak | CDA                |                |
| 1 oktober 2017 - 17 december 2018    | Agnes van Ardenne | CDA                | Waarnemend     |
| 18 december 2018 - heden             | Bouke Arends      | PvdA               |                |